# 稻谷乡
稻谷乡，是中华人民共和国四川省凉山彝族自治州宁南县曾经下辖的一个乡。2019年12月，撤销稻谷乡，原稻谷乡大梁村1、2、4、6、7、8、9、10组所属行政区域为俱乐镇的行政区域，将原稻谷乡笋子村、花椒村、大梁村3、5组所属行政区域划归幸福镇管辖。

## 行政区划
稻谷乡撤销前下辖以下地区：
笋子村、花椒村和大梁村。